# Ameiva bridgesii
Ameiva bridgesii är en ödleart som beskrevs av  Cope 1869. Ameiva bridgesii ingår i släktet Ameiva och familjen tejuödlor. Inga underarter finns listade i Catalogue of Life.